# Diana Valentina Șucu
Diana Valentina Șucu (n. 2 noiembrie 1972, Mizil, România) este o femeie de afaceri română cunoscută pentru activitatea sa în domeniul designului interior de lux și pentru implicarea în proiecte filantropice. Este fondatoarea showroom-urilor Ethan Allen, Caracole, Bernhardt Interiors în România și inițiatoarea platformei Select Design.

## Activitate profesională
Diana Valentina Șucu este o femeie de afaceri din România care activează în domeniul designului interior și al mobilierului de lux. Începând cu anul 2013, a introdus pe piața din România brandurile americane Ethan Allen, Caracole, Bernhardt Interiors. În 2020 a lansat  platforma online Select Design, dedicată designului interior premium. Activitatea sa antreprenorială a fost documentată în cadrul profilului „Who’s Who” realizat de Ziarul Financiar, dar și într-un articol al Ziarului Financiar, despre femeile de afaceri influente, din România. În 2025, a vorbit despre leadership și afaceri în cadrul galei „Women in Power”, care recunoaște femei-lider din diverse domenii de activitate.

## Viața timpurie
S-a născut pe 2 noiembrie 1972, în orașul Mizil, Județul Prahova, România.

## Educație și formare
Diana Valentina Șucu a absolvit Facultatea de Drept, urmată de un program de masterat în Drept Internațional. Studiile au contribuit la dezvoltarea unei perspective juridice asupra inițiativelor în care este implicată, inclusiv în activitățile filantropice și sociale.

## Familie
Diana Valentina Șucu este căsătorită cu omul de afaceri Dan Șucu, fondatorul companiei Mobexpert. Împreună au doi copii: Dan Matei și Petru Andrei Cristian, născuți în data de 3 august 2006, respectiv 26 decembrie 2008. Viața de familie reprezintă o componentă importantă pentru ea, menționând într-un interviu că își organizează zilnic activitățile în jurul timpului petrecut alături de familie.

## Carieră
Diana Valentina Șucu a fost prezentator de știri la Televiziunea Română. În 2007 s-a retras din media pentru a se dedica vieții de familie, antreprenoriatului și proiectelor caritabile. Începând cu 2013, a lansat în România primul showroom al brandului american Ethan Allen în Europa Centrală și de Est. Ulterior, portofoliul a inclus și alte mărci precum Bernhardt Interiors și Caracole, reunite sub conceptul „Select Design by Diana Șucu”.

## Activitate filantropică
Diana Valentina Șucu este vice-președinte al Fundației Mobexpert, fiind activ implicată în proiecte caritabile, concentrându-se în special pe sprijinirea copiilor bolnavi de cancer. Printre cauzele susținute se numără inițiativele asociației „Dăruiește Viață”, cu care colaborează în mod constant. Prin intemediul Fundației Mobexpert, a susținut financiar o casă cu șase copii și adolescenți de la SOS Satele Copiilor, a susținut Asociația CONIL în programe de incluziune a copiilor cu nevoi speciale, a achiziționat mașini de scris speciale pentru copiii nevăzători, a ajutat familiile din Tunari ale căror case au fost distruse de incendiu, a premiat studenții care au realizat proiecte de debirocratizare în România, a susținut proiectele Caravana cu medici și suține burse lunare pentru copii din comunități vulnerabile.